# Réfrigération passive par rayonnement
La réfrigération passive par rayonnement est une méthode de réfrigération de très faible coût, n'utilisant pas de source d'énergie apparente, et fondée sur la perte d'énergie radiative (rayonnement) par le système à refroidir.
En 1962, les chercheurs français Félix Trombe, Albert et Madeleine Lê Phat Vinh ont proposé d'encastrer ces réfrigérateurs les uns dans les autres, obtenant un réfrigérateur gigogne, où chaque étage du réfrigérateur cumule l'effet de réfrigération des étages inférieurs.

## Principe

### Le rayonnement du corps noir
On considère que le système à refroidir se comporte comme un corps noir.
Il est d'observation courante qu'un corps suffisamment chauffé émet de la lumière : par exemple un morceau de fer. À très haute température, le fer émet de la lumière blanche (il est chauffé à blanc). Plus la température baisse, plus la couleur émise devient rouge. En continuant de baisser la température, il arrive un moment où la lumière rouge émise sort du cadre de la lumière visible : le fer n'arrête cependant pas d'émettre de la lumière, mais celle-ci est infrarouge, donc invisible à l'œil nu. D'un point de vue plus général, tout corps rayonne de la lumière (qu'elle soit visible ou non). Aux températures auxquelles nous nous trouvons (entre -50 °C et 50 °C par exemple), le rayonnement est majoritairement infrarouge. Ce phénomène physique est appelé rayonnement du corps noir.

### Échanges thermiques
L'échange de rayonnement entre deux surfaces est donnée par la loi de Stefan-Boltzmann. Il dépend de la différence de température entre les deux surfaces. Si l'objet est placé en vue du ciel, qui est un objet thermodynamiquement froid, il émettra un rayonnement élevé vers ce dernier, et se refroidira.
Les autres échanges thermiques présents sont des échanges avec l'air et le sol, qui auront un effet modérateur sur le refroidissement, tendant à homogénéiser la température du corps refroidi avec celle du sol.

## Conditions pratiques
Pour que ce système fonctionne, il faut le placer au-dehors, par une nuit sans nuages, dans un environnement dégagé, ne présentant ni arbres ni bâtiments élevés

## Exemple de réalisation
Un système de réfrigération par rayonnement peut être réalisé à l'aide 
- d'une caisse à 5 faces, ouverte sur le dessus, et dont les rebords sont inclinés d'un angle de 15° par rapport à la verticale ;
- à l'intérieur de laquelle aura été disposé du polystyrène expansé et de l'aluminium ménager ;
- au fond de laquelle est posée un corps se rapprochant du corps noir, par exemple une plaque d'aluminium recouverte de noir de fumée, de plâtre, ou bien un miroir ;
- au-dessus de laquelle un couvercle transparent aux rayonnements infra-rouges (feuille de polyéthylène utilisée en emballage) a été placée.

La différence de température obtenue dépend de l'isolation donnée à la caisse mais aussi de la température extérieure. Pour donner un ordre d'idée, une caisse en bois contreplaqué de 1 cm et 1 cm de polystyrène comme isolant interne permet un refroidissement de 5 °C à 8 °C, pour un objet préalablement à température ambiante.